# Leslie Cagan
Leslie Cagan é uma ativista, escritora e organizadora socialista americana envolvida com os movimentos de paz e justiça social. Ela é a ex-coordenadora nacional da United for Peace and Justice (União pela Paz e Justiça), a ex-co-presidente dos Comitês de Correspondência para Democracia e Socialismo e ex-presidente da Rádio Pacifica.